# Kitchen Debate

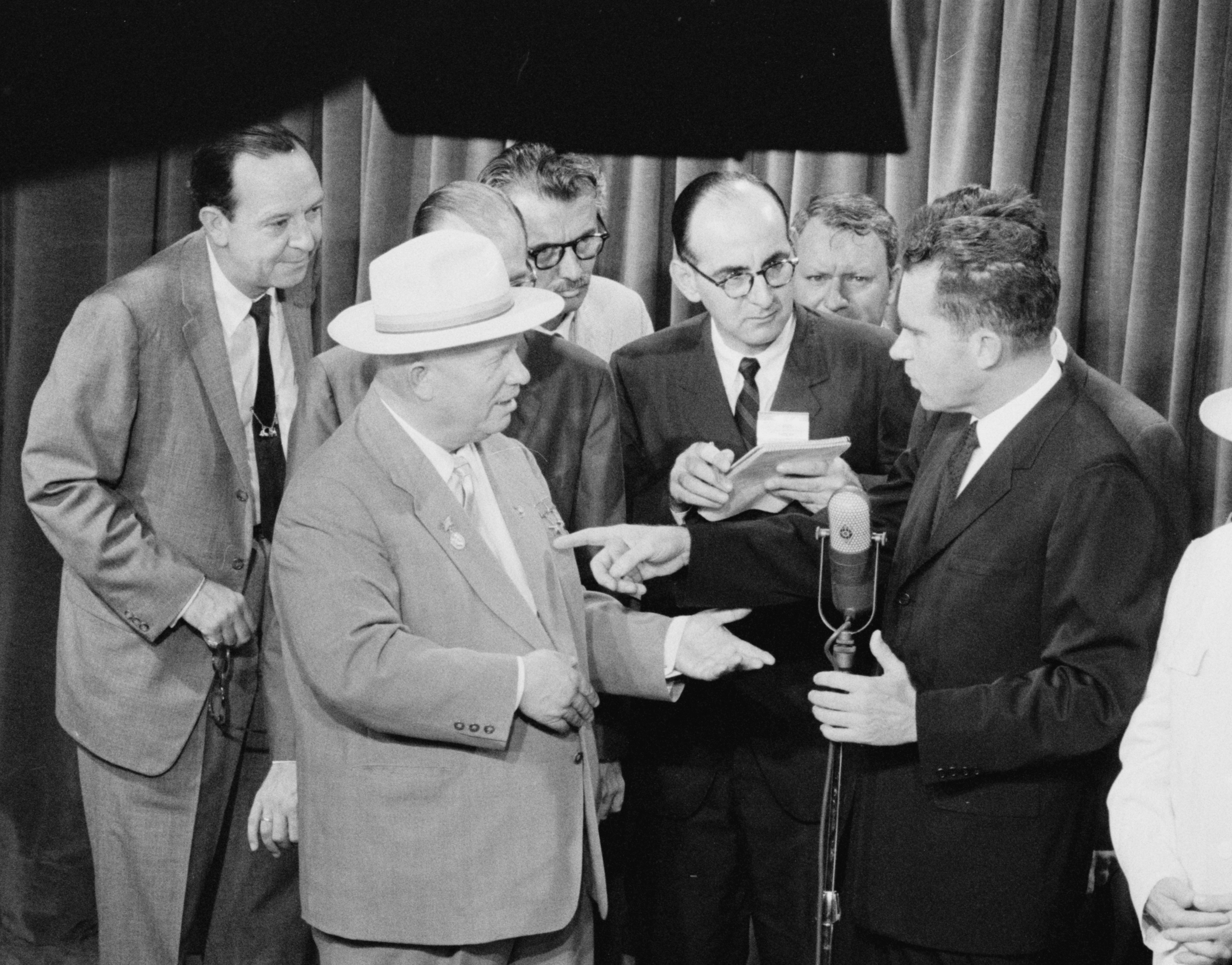
Richard Nixon et Nikita Khrouchtchev discutant à l' à Moscou en 1959.

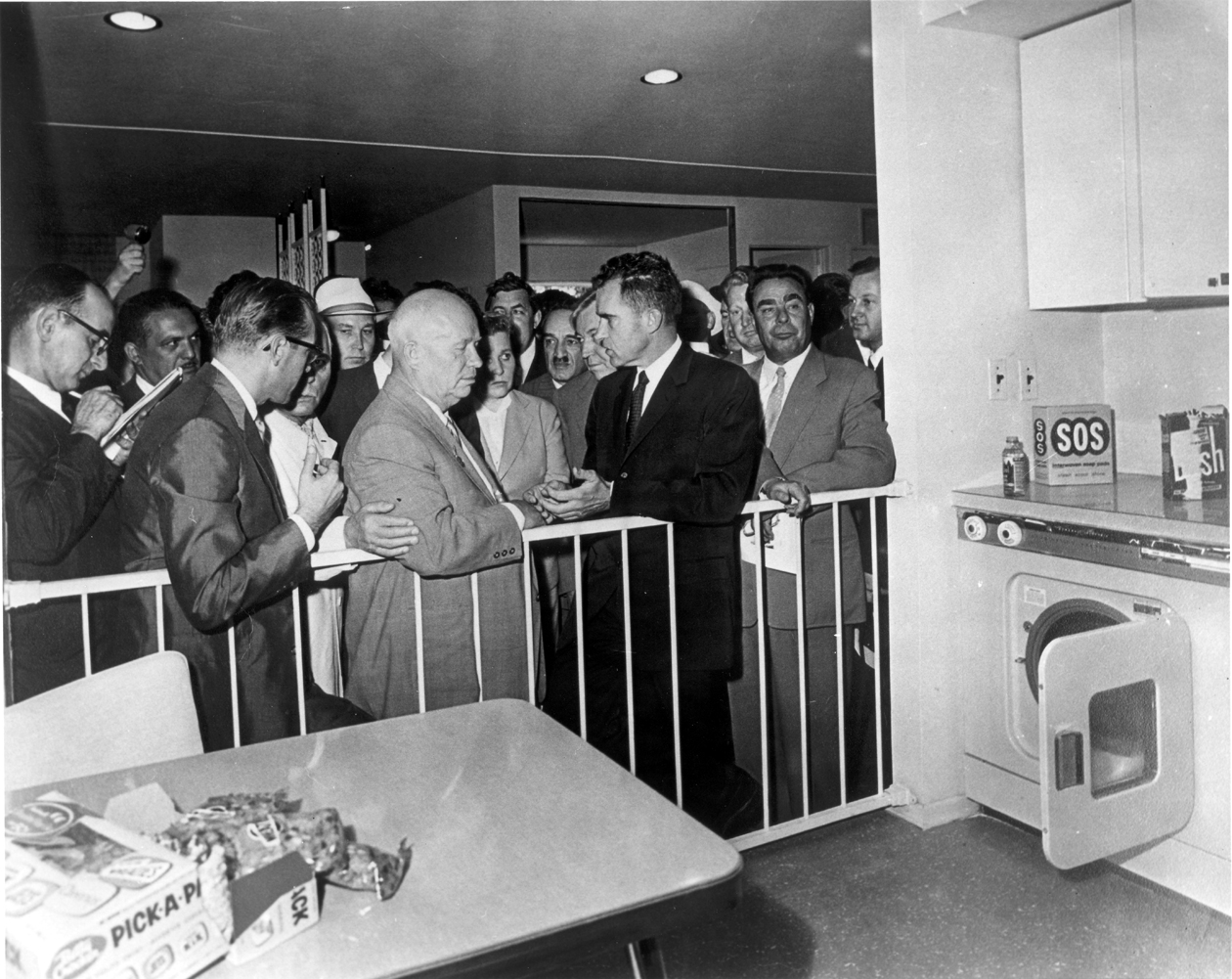
La cuisine avec le débat Nixon-Khrouchtchev. Léonid Brejnev, le futur dirigeant soviétique, est à droite de Nixon.

Le Débat de la cuisine (en anglais : Kitchen Debate ; en russe : Кухонные дебаты, Koukhonnié debaty) est une série d'échanges impromptus (par l'intermédiaire d'interprètes) entre le vice-président américain Richard Nixon et le secrétaire du Parti communiste soviétique Nikita Khrouchtchev, le 24 juillet 1959, à Moscou, en Union soviétique. L'échange entre les deux hommes politiques est connu sous le nom de « débat de la cuisine » car il se déroula devant une cuisine américaine typique lors d'une exposition.
Il s'agissait de la première réunion entre les dirigeants soviétiques et américains depuis le sommet de Genève qui s'était tenu en 1955. Les deux chefs d'État ont conclu que les États-Unis et l'URSS devraient être plus ouverts l'un avec l'autre. Toutefois, Khrouchtchev ne croyait pas à la promesse de Nixon que sa participation au débat serait traduite en anglais et diffusée aux États-Unis. Le débat est transmis par les chaînes américaines le 25 juillet et par la télévision d'État de Moscou le 27 juillet.

## Incident radiologique
Les dossiers des services secrets déclassifiés par les Archives de la sécurité nationale américaine (Washington D.C.) le 22 septembre 2022 révèlent que les Soviétiques ont exposé le vice-président Richard Nixon et son épouse, Pat Nixon, à des rayonnements ionisants lors de leur visite à Moscou en juillet 1959. Le couple Nixon a été légèrement exposé lorsqu'il résidait à la Spaso House, la résidence de l'ambassadeur des États-Unis à Moscou. L'agent spécial des services secrets américains James O. Golden et un autre agent, John T. Sherwood, ont accidentellement détecté des radiations alors qu'ils vérifiaient leurs instruments dans la Spaso House, près de la chambre du vice-président, pour préparer une visite dans une « ville atomique » de l'oblast de Sverdlovsk, prévue plus tard dans la tournée de Nixon. Après avoir dénoncé le fait, les radiations ont cessé. Deux étudiants adolescents, Michael Gill et Richard Berke, amis de la famille de James Golden, ont rapidement publié l'histoire à un public restreint dans le journal Black & White de leur école secondaire Walt Whitman à Bethesda, dans le Maryland. En 1976, le Washington Post a confirmé l'histoire dans un document déclassifié plus tard en 2012.